# NGC 345
NGC 345 je galaksija u zviježđu Kitu.

## Vanjske poveznice
- SEDS: NGC 345